# Теллур Мютеллімов
Теллур Уздан огли Мютеллімов (азерб. Tellur Uzdan oğlu Mütəllimov, нар. 8 квітня 1995, Хачмаз, Азербайджан) — азербайджанський футболіст, вінгер клубу «Сабах» та національної збірної Азербайджану.

## Ігрова кар'єра

### Клубна
Теллур Мютеллімов є вихованцем футбольного клубу «Габала». В сезоні 2014/15 футболіста було переведено до першої команди. Але дебютував Мютеллімов на професійному рівні лише 31 січня 2016 року в складі «Зіри», куди він був відправлений вторенду. В грудні 2017 року Мютеллімов приєднався до «Зіри», підписавши з клубом повноцінний контракт на два роки.
В липні 2020 року футболіст як вільний агент перейшов до клубу «Сумгаїт», де провів два сезони. Після чого влітку 2022 року Мютеллімов приєднався до столичного клубу «Сабах». В травні 2025 року разом з клубом Мютеллімов став переможцем національного Кубка Азербайджану, а сам футболіст у фінальному матчі відзначився переможним голом у додатковий час.

## Збірна
9 березня 2017 року у товариському матчі проти команди Катару Теллур Мютеллімов дебютував у складі національної збірної Азербайджану.

## Титули
Сабах
 Переможець Кубка Азербайджану: 2024/25
Азербайджан (U-23)
 Переможець Ісламських ігор солідарності: 2017